# 桃見台
桃見台（ももみだい）は、福島県郡山市に所在する町丁である。郵便番号は963-8018。

## 地理
郡山市役所本庁所管地域である市街中心部に属する。北で西ノ内、東で咲田、南東で神明町、南西で長者、西で緑町とそれぞれ隣接する。JR郡山駅西側の市街地中心部であり、住居表示が実施されている。さくら通りとうねめ通りとの間、幹線道路裏手に位置する。学校施設が立地し、周囲には住宅が立ち並ぶ。長者に所在する郡山警察署長者交番、および堂前町に所在する郡山消防署本署がそれぞれ管轄にあたる。

## 世帯数と人口
2025年1月1日現在の世帯数と人口は以下の通りである。
| 町丁   | 世帯数  | 人口  |
| ------ | ------- | ----- |
| 桃見台 | 446世帯 | 943人 |

## 小・中学校の学区
市立小・中学校に通う場合、学区は以下の通りとなる。
| 番地 | 小学校               | 中学校                 |
| ---- | -------------------- | ---------------------- |
| 全域 | 郡山市立桃見台小学校 | 郡山市立郡山第五中学校 |

## 交通

### 道路
- 一般市道長者二桜木二丁目線（域内中央を南北に貫く）

## 施設等
- 福島県立あさか開成高等学校
- 郡山市立桃見台小学校
- 郡山市桃見台保育所
- 桃見台地域公民館